# Bisonte Gráfico
Bisonte Gráfico fue una revista del Oeste editada por Bruguera entre 1955 y 1956, con 24 números publicados. Formaba parte de la "Colección Dan", que también incluía Vendaval, el Capitán Invencible.

## Contenido
Cada número de 12 páginas incluía:
- Una historia autoconclusiva de 8 páginas;
- Dos páginas de las series El Justiciero Errante de Víctor Mora y Antonio Parras (en los números 1 a 17) o del Capitán O'Dare de Ángel Pardo (desde el 18 al 24);
- La serie divulgativa A través de la historia de América de Francisco Darnís.[2]

| Número | Título                 |  |
| ------ | ---------------------- |  |
| 1      | Un caballero del Sur   |  |
| 2      | Dinero fácil           |  |
| 3      | La sombra del sheriff  |  |
| 4      | Deuda aplazada         |  |
| 5      | La cueva del tesoro    |  |
| 6      | Espuelas tintineantes  |  |
| 7      | Habla el colt          |  |
| 8      | El traidor             |  |
| 9      | Tres compañeros        |  |
| 10     | Fanfarrón incorregible |  |
| 11     | La doncella india      |  |
| 12     | El jefe blanco         |  |
| 13     | Nada que perder        |  |
| 14     | Ataque sioux           |  |
| 15     | Sonny Boy              |  |
| 16     | Territorio apache      |  |
| 17     | Oro negro              |  |
| 18     | El caballo asesino     |  |
| 19     | Rurales de Texas       |  |
| 20     | El templo del desierto |  |
| 21     | Tierra quemada         |  |
| 22     | Cuatreros              |  |
| 23     | Sangre en Dry River    |  |
| 24     | Pecho de hierro        |  |